# ドゥンガ
ドゥンガ（Dunga）ことカルロス・カエターノ・ブレドルン・ヴェーリ（Carlos Caetano Bledorn Verri、1963年10月31日 - ）は、ブラジル・リオグランデ・ド・スル州出身の元サッカー選手、サッカー指導者。ポジションはミッドフィールダー（守備的ミッドフィールダー、ボランチ）。
ブラジル代表選手として1990年、1994年、1998年のワールドカップに出場した。2006年7月から2010年7月まで（第1期）と2014年7月から2016年6月まで（第2期）代表監督を務めた。

## クラブ経歴
ブラジル南部のリオグランデ・ド・スル州でドイツ系およびイタリア系移民の家に生まれた。あだ名の「ドゥンガ」は叔父が命名したもので、幼少期は身長が低かったことから、「白雪姫と七人のこびと」に登場する一番末のこびとにちなんで命名されたものである。ドゥンガの父親もサッカー選手であった。プロ選手になるためのセレクションに合格し、インテルナシオナルで寮生活を送り、インテルナシオナルでプロデビュー。
1987年にイタリアのピサに移籍、ペスカーラ戦でセリエAでの初ゴールを決めるなど活躍、僅か1シーズンのみで、1988-89シーズンからフィオレンティーナに移籍した。キャプテンも務め、ピッチ内外のリーダーとしてプレーし、ファンからも多くの支持を得た(2017年にフィオレンティーナでは、殿堂入りも果たした。)。1989-90シーズンには、UEFAカップの決勝に進出した。しかし、1992年夏、契約はまだ残っていたものの、チームはドゥンガの放出を目論み、セリエAの仲裁委員会が介入する事態となった(ドゥンガに「よれば、副会長となったヴィットリオ・チェッキゴーリから、ロッカールームのスパイになるよう依頼され、申し出を断ったことに端を発しているとしている。)。1992-93シーズン開幕の頃には、トップチームから除外され、プリマベーラでのプレーを強いられた。11月に下位に低迷していたペスカーラへの加入を選択、ドゥンガの加入でチームは多少持ち直したものの、チームはセリエBへと降格した。この間、1990年頃には、ユヴェントスが獲得に動いたこともあった。
1993-94シーズンからVfBシュトゥットガルトへ移籍しプレー、契約満了が近づきイングランドやブラジルからのオファーを検討していた。1984年にキリンカップで日本を訪れて以来、日本の興味を持つようになり、日本の映画が好きで、日本文化に興味を持っていたこと、ジュビロから熱心な誘いを受けたことなどにより、1995年7月から日本のジュビロ磐田でプレーすることとなった。(ジュビロとの交渉の少し前には、横浜フリューゲルスの監督を務めていた加茂周が獲得を希望していたこともあって、フリューゲルスからのオファーを受け、入団が決まりかけていたが、シュトゥットガルトとの契約期間の問題、加茂の退任もあってフリューゲルスが翻意していた。)9月13日サンフレッチェ広島戦でJリーグ初ゴールを決める。1996年11月6日、第29節の横浜フリューゲルス戦で決めたゴールはJリーグ30周年ベストゴールのフリーキック部門にノミネートされた。
強いリーダーシップでチームを牽引して、1997年の2ndステージでは、ガンバ大阪と優勝を争う中、勝ち点1差で迎えた第14節の直接対決で延長戦に入って決勝ゴールを決めるなど、初優勝を果たす。ドゥンガはブラジル代表としてコンフィデレーションズカップ参加の為、Jリーグチャンピオンシップを欠場したが、磐田は1stステージ優勝の鹿島アントラーズを破り、Jリーグ年間優勝を果たし、このシーズンの功績からJリーグベストイレブンとMVPを受賞した。
1998年の1stステージで優勝。シーズンの最終節、11月14日のガンバ大阪戦ではジュビロでのラストゴールを決め、5-4と勝利した。2ndステージは2位、Jリーグチャンピオンシップは、右足内転筋の痛みを堪えてのプレーとなり、運動量も限定され、これまで見せてきた様な存在感を全く出せず、鹿島アントラーズに敗れた。1998年のリーグ戦では、28試合の出場で6ゴール16アシストを記録して週刊サッカーマガジン選出のMVP、また2年連続のJリーグベストイレブンに選出されるなどの活躍を続けていたが、磐田と金銭面で折り合いが付かず退団した。Jリーグでは通算99試合出場16ゴールの成績を残した。その後は古巣インテルナシオナルで1シーズンプレー後に現役を引退した。
引退後は「市民能力開発のためのドゥンガ財団」の代表として社会福祉活動などに従事するとともに、1999年から2004年にかけてはジュビロ磐田のチームアドバイザーも務めた。

## 代表経歴
1987年5月19日イングランド戦で代表デビュー。
1990年のワールドカップでは、ラウンド16のアルゼンチン戦で、後半35分にディエゴ・マラドーナのスルーパスからカニーヒアにゴールを許し、敗北。早期敗退の原因としてGKのタファレル、監督のラザロニなどとともにメディアから厳しく批判された。批判は数年にわたって続き、「国民の恥」（ドゥンガ著「勝利の条件」より）とまで言われた。
1994 FIFAワールドカップでは全試合でプレー、グループリーグ2戦のカメルーン戦ではロマーリオのゴールをアシスト、ライーからキャプテンを引き継ぎ、決勝のイタリア戦ではPK戦でブラジル最後のキッカーとしてPKを成功させるなど、ブラジルを優勝に導き、FIFAが選出した大会ベストイレブンに選ばれた。
ジュビロ磐田在籍時に出場した1998 FIFAワールドカップ、決勝トーナメント初戦のチリ戦でFKからセザール・サンパイオの得点をアシスト、準々決勝のデンマーク戦ではリヴァウドの決勝点をアシストするなど、キャプテンとして全試合に出場、決勝進出に貢献した。

## 監督経歴

### ブラジル代表（第1期）
カルロス・アルベルト・パレイラの後任として2006年7月にブラジル代表監督に就任、監督およびコーチ経験の無いままセレソンを率いることになった。
監督就任以降はフレッジ、ロビーニョ、シシーニョなどの若手選手を積極的に起用した。その一方でベテランのカフー、エメルソン、ゼ・ロベルト、ロナウドなどは招集しなかった。
パレイラが重用していたアドリアーノ、カカ、ロナウジーニョからなる通称「カルテット・マジコ」にたいしては「前線にアタッカーを4人並べる危険なことはしない」と否定的である。流れるようなパスワークといった芸術性よりも、規律を遵守した組織的な守備重視の戦術を採用しておりブラジルのメディアからはつまらないサッカーだと批判されていた。
南アフリカW杯の南米予選においては前半戦で3試合連続無得点を記録し一時は5位にまで後退したため、スタジアムのファンからブーイングを浴び、試合のたびに「Adeus Dunga（さらばドゥンガ）」の合唱が起こり、メディアからも厳しく批判されたがその後は持ち直し、9月に行われたアウェーのアルゼンチンに3-1で勝利し第1回大会から19回連続となるW杯出場を決めた。
しかし、本大会では優勝候補とされながら準々決勝で敗退。この責任を問われ、解任された。

### アル・ラーヤン
2011年8月29日、カタール・スターズリーグに所属するアル・ラーヤンSCの監督に就任した。

### ブラジル代表（第2期）

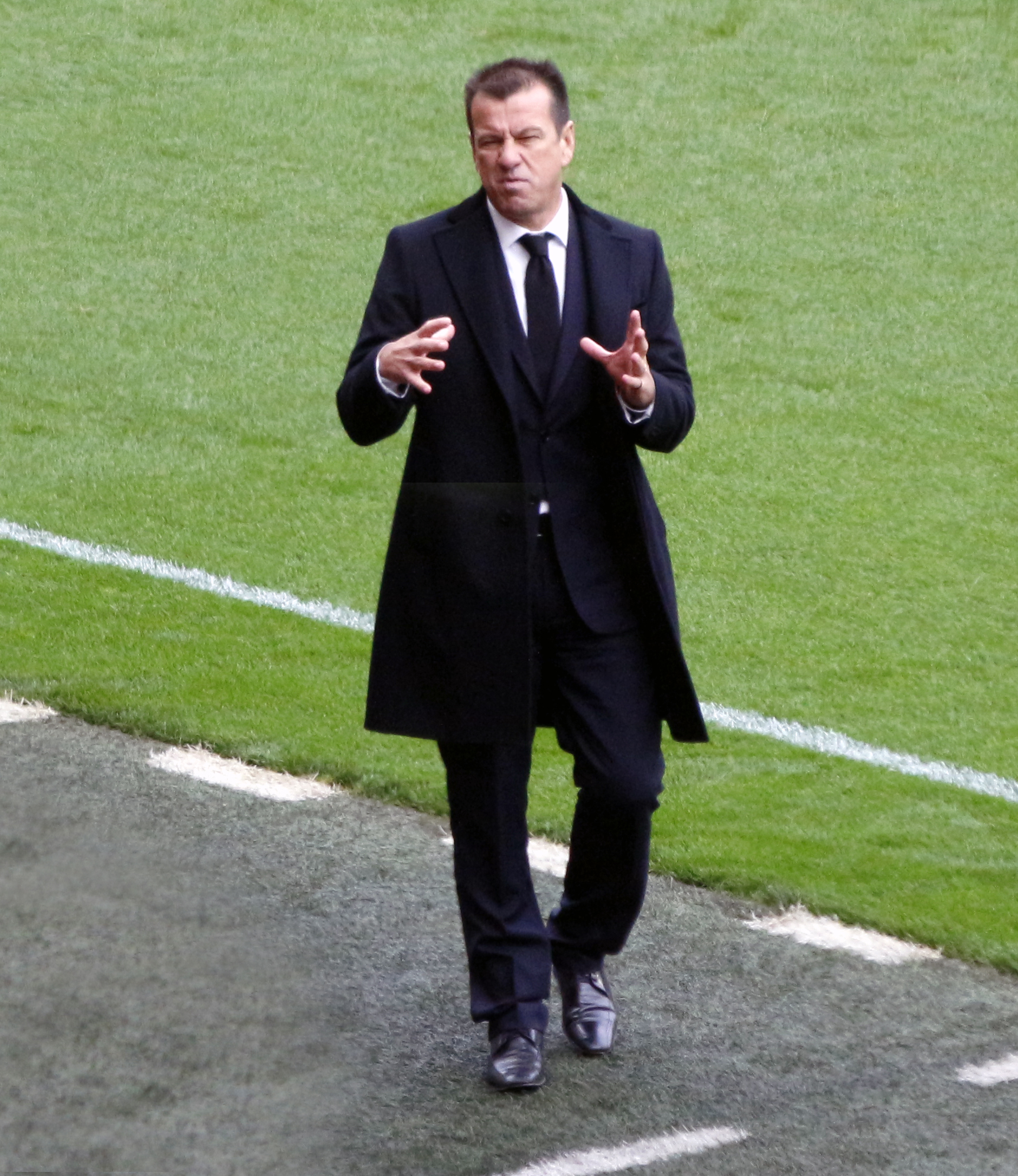
2015年のドゥンガ

地元ブラジル開催であった2014 FIFAワールドカップに於いて4位に終わる惨敗を喫して退任したルイス・フェリペ・スコラーリの後任として再びブラジル代表の指揮を執ることが、2014年7月22日に発表された。しかし、2018 FIFAワールドカップ南米予選では中位に苦しみ、さらに2016年のコパ・アメリカ・センテナリオではグループリーグ敗退に終わり、2016年6月14日に解任された。

## プレースタイル
相手からボールを奪うと素早く的確な判断で、広い視野を活かし、相手DF陣の隙を突くパスを供給した。
1994年のワールドカップでは、ボランチとしての攻守のつなぎ、パスカット、パスコースを限定するといったプレーのみならず、ラストパスの供給、前線までの攻撃参加など、本来はライーが果たすべきであったプレーメーカーの役割をもこなした。
ジュビロ磐田では、勝利するために必要な事をチームメートに伝える伝道師の様な役割を果たし、選手たちに一切妥協を許さない姿勢を貫き、1本のパスで相手ゴールに迫るような、試合の展開を変えるようなパスを何本も供給した。ただしその一方、連続して失点した試合、味方選手に余りに不甲斐ないプレーが続いた時などはやや集中力を切らすこともあった。

## エピソード
サントスFC時代には三浦知良とチームメイトであった。三浦は「普段は優しいが試合になるとまるで人間が変わったかの様に厳しかった。」と後に回想した。
1994 FIFAワールドカップ開催時、パレイラ代表監督がロマーリオの扱いに困っていたのをみて、ワールドカップの優勝にロマーリオの存在は不可欠だと、宿舎では自ら進んでロマーリオと同部屋となった。これが功を奏して、ロマーリオは大会中5ゴールを決め、優勝の立役者となった。
1998年のワールドカップ決勝、フランス戦を前に、メディアから勝つ為に必要なことについて質問されると、「11人の闘うライオン、すなわち11人のドゥンガが居れば勝てる」と答えた。
ジュビロ在籍時、子供の学業の影響で家族は名古屋に在住、ドゥンガは単身赴任の形で磐田に在住する形となり、地元に馴染むために祭りなどにも参加していた。

## 個人成績
| 国内大会個人成績 | 国内大会個人成績   | 国内大会個人成績 | 国内大会個人成績 | 国内大会個人成績             | 国内大会個人成績           | 国内大会個人成績 | 国内大会個人成績 | 国内大会個人成績 | 国内大会個人成績 | 国内大会個人成績 | 国内大会個人成績 |
| 年度             | クラブ             | 背番号           | リーグ           | リーグ戦                     | リーグ戦                   | リーグ杯         | リーグ杯         | オープン杯       | オープン杯       | 期間通算         | 期間通算         |
| 年度             | クラブ             | 背番号           | リーグ           | 出場                         | 得点                       | 出場             | 得点             | 出場             | 得点             | 出場             | 得点             |
| ブラジル         | ブラジル           | ブラジル         | ブラジル         | リーグ戦                     | リーグ戦                   | ブラジル杯       | ブラジル杯       | オープン杯       | オープン杯       | 期間通算         | 期間通算         |
| ---------------- | ------------------ | ---------------- | ---------------- | ---------------------------- | -------------------------- | ---------------- | ---------------- | ---------------- | ---------------- | ---------------- | ---------------- |
| 1980             | インテルナシオナル |                  |                  |                              |                            |                  |                  |                  |                  |                  |                  |
| 1981             | インテルナシオナル |                  |                  |                              |                            |                  |                  |                  |                  |                  |                  |
| 1982             | インテルナシオナル |                  | セリエA          | 1                            | 0                          |                  |                  |                  |                  |                  |                  |
| 1983             | インテルナシオナル |                  | セリエA          | 4                            | 0                          |                  |                  |                  |                  |                  |                  |
| 1984             | インテルナシオナル |                  | セリエA          | 5                            | 0                          |                  |                  |                  |                  |                  |                  |
| 1985             | コリンチャンス     |                  | セリエA          | 13                           | 1                          |                  |                  |                  |                  |                  |                  |
| 1986             | サントス           |                  | セリエA          | 16                           | 1                          |                  |                  |                  |                  |                  |                  |
| 1987             | ヴァスコ・ダ・ガマ |                  | セリエA          | 17                           | 1                          |                  |                  |                  |                  |                  |                  |
| イタリア         | イタリア           | イタリア         | イタリア         | リーグ戦                     | リーグ戦                   | イタリア杯       | イタリア杯       | オープン杯       | オープン杯       | 期間通算         | 期間通算         |
| 1987-88          | ピサ               |                  | セリエA          | 23                           | 2                          |                  |                  |                  |                  |                  |                  |
| 1988-89          | フィオレンティーナ |                  | セリエA          | 30                           | 3                          |                  |                  |                  |                  |                  |                  |
| 1989-90          | フィオレンティーナ |                  | セリエA          | 28                           | 0                          |                  |                  |                  |                  |                  |                  |
| 1990-91          | フィオレンティーナ |                  | セリエA          | 33                           | 1                          |                  |                  |                  |                  |                  |                  |
| 1991-92          | フィオレンティーナ |                  | セリエA          | 33                           | 4                          |                  |                  |                  |                  |                  |                  |
| 1992-93          | ペスカーラ         |                  | セリエA          | 23                           | 3                          |                  |                  |                  |                  |                  |                  |
| ドイツ           | ドイツ             | ドイツ           | ドイツ           | リーグ戦                     | リーグ戦                   | リーグ杯         | リーグ杯         | DFBポカール      | DFBポカール      | 期間通算         | 期間通算         |
| 1993-94          | シュトゥットガルト |                  | ブンデス1部      | 27                           | 4                          |                  |                  |                  |                  |                  |                  |
| 1994-95          | シュトゥットガルト |                  | ブンデス1部      | 26                           | 3                          |                  |                  |                  |                  |                  |                  |
| 日本             | 日本               | 日本             | 日本             | リーグ戦                     | リーグ戦                   | リーグ杯         | リーグ杯         | 天皇杯           | 天皇杯           | 期間通算         | 期間通算         |
| 1995             | 磐田               | -                | J                | 25                           | 1                          | -                | -                | 2                | 0                | 27               | 1                |
| 1996             | 磐田               | -                | J                | 20                           | 4                          | 13               | 0                | 1                | 0                | 34               | 4                |
| 1997             | 磐田               | 8                | J                | 26                           | 5                          | 11               | 1                | 0                | 0                | 37               | 6                |
| 1998             | 磐田               | 8                | J                | 28                           | 6                          | 0                | 0                | 0                | 0                | 28               | 6                |
| ブラジル         | ブラジル           | ブラジル         | ブラジル         | リーグ戦                     | リーグ戦                   | ブラジル杯       | ブラジル杯       | オープン杯       | オープン杯       | 期間通算         | 期間通算         |
| 1999             | インテルナシオナル |                  | セリエA          | 16                           | 1                          |                  |                  |                  |                  |                  |                  |
| 通算             | ブラジル           | ブラジル         | セリエA          | \|\|\|\|\|\|\|\|\|\|\|\|\|\| |                            |                  |                  |                  |                  |                  |                  |
| 通算             | イタリア           | イタリア         | セリエA          | 170                          | 13\|\|\|\|\|\|\|\|\|\|\|\| |                  |                  |                  |                  |                  |                  |
| 通算             | ドイツ             | ドイツ           | ブンデス1部      | 53                           | 7\|\|\|\|\|\|\|\|\|\|\|\|  |                  |                  |                  |                  |                  |                  |
| 通算             | 日本               | 日本             | J                | 99                           | 16                         | 24               | 1                | 3                | 0                | 126              | 17               |
| 総通算           | 総通算             | 総通算           | 総通算           | \|\|\|\|\|\|\|\|\|\|\|\|\|\| |                            |                  |                  |                  |                  |                  |                  |

その他の公式戦
- 1998年
  - Jリーグチャンピオンシップ 2試合0得点

## 代表歴

### 出場大会
- 1987年 - 1998年 ブラジル代表
  - 1989年 - コパ・アメリカ (優勝)
  - 1990年 - FIFAワールドカップ (ベスト16、4試合)
  - 1994年 - FIFAワールドカップ (優勝、7試合)
  - 1995年 - コパ・アメリカ (準優勝)
  - 1997年 - コパ・アメリカ (優勝)
  - 1998年 - FIFAワールドカップ (準優勝、7試合)

### 試合数
- 国際Aマッチ 91試合 6得点（1987年-1998年）[35]

| ブラジル代表 | 国際Aマッチ | 国際Aマッチ |
| 年           | 出場        | 得点        |
| ------------ | ----------- | ----------- |
| 1987         | 4           | 1           |
| 1988         | 0           | 0           |
| 1989         | 15          | 0           |
| 1990         | 6           | 1           |
| 1991         | 0           | 0           |
| 1992         | 0           | 0           |
| 1993         | 13          | 1           |
| 1994         | 13          | 1           |
| 1995         | 14          | 1           |
| 1996         | 0           | 0           |
| 1997         | 17          | 1           |
| 1998         | 9           | 0           |
| 通算         | 91          | 6           |

## 個人タイトル
- 1997年 - JリーグMVP・Jリーグベストイレブン
- 1998年 - Jリーグベストイレブン
- FIFAワールドカップ 1994 オールスターチーム(FIFA公式大会ベストイレブン) : 1994
- FIFAワールドカップ 1998 オールスターチーム(FIFA公式大会優秀選手) : 1998

## 著書
- 「セレソン」、日本放送出版協会、1998年
- 「PROFESSIONAL勝者の条件―勝ち残る者と敗れ去る者の違いとは」、経済界 、1998年